# Mallory Magnant
Mallory Magnant (15 februari 1998) is een Belgisch hockeyer.

## Levensloop
Magnant is actief bij Royal Uccle Sport. 
Daarnaast is hij actief bij het Belgisch zaalhockeyteam. Met de Indoor Red Lions nam hij onder meer deel aan de Europese kampioenschappen van 2018, 2020 en 2022. Ook maakte hij deel uit van de selectie voor het wereldkampioenschap van 2023. Op het EK van 2018 te Antwerpen won hij zilver met de nationale equipe.